# OGLE-2005-BLG-390Lb
OGLE-2005-BLG-390Lb es un planeta extrasolar que orbita la estrella OGLE-2005-BLG-390L, situada a 21.530 años luz  de la Tierra, en la constelación de Sagitario, cerca del centro de la Vía Láctea. En el momento del descubrimiento era el exoplaneta más parecido a la Tierra. El descubrimiento del planeta por PLANET/RoboNet (Probing Lensing Anomalies NETwork/Robotic Telescope Network), OGLE (Optical Gravitational Lensing Experiment) y MOA (Microlensing Observations in Astrophysics) fue anunciado el 25 de enero de 2006. Fue descubierto en los observatorios de ESO en Chile.

## Características físicas

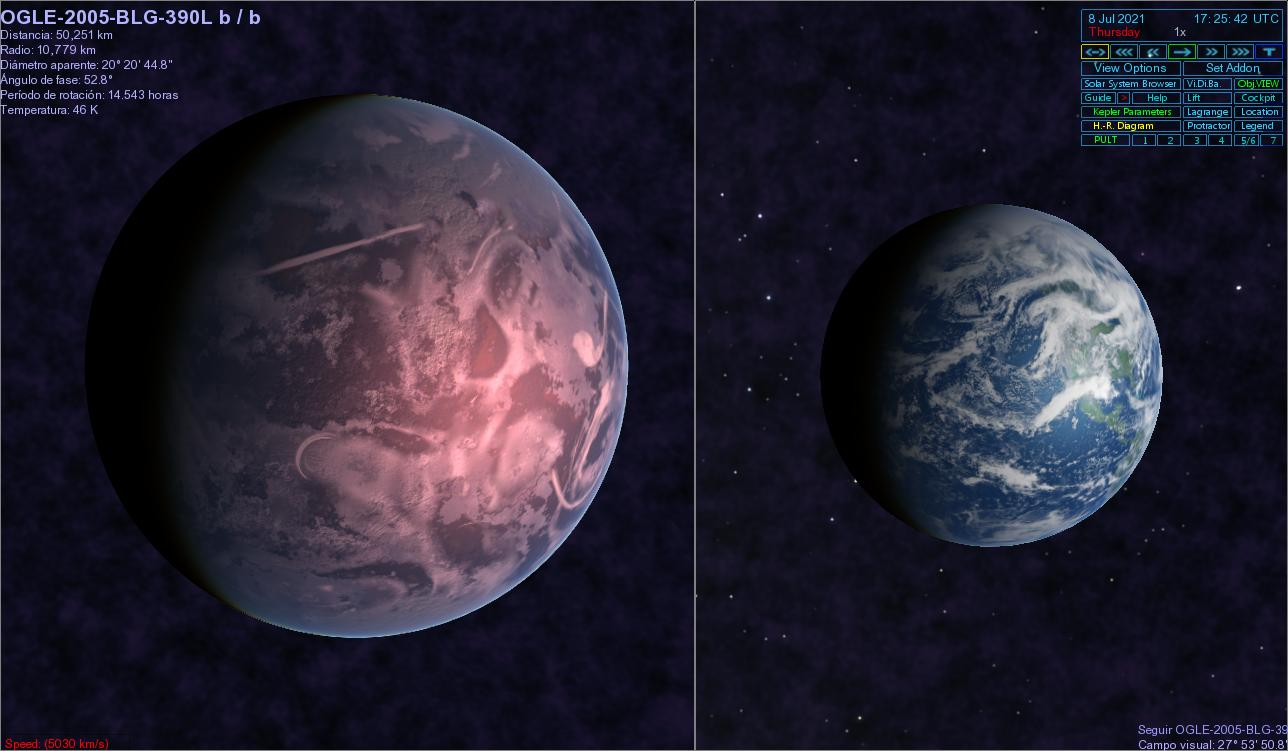
Concepto artístico de OGLE-2005-BLG-390L b comparado con el tamaño de la Tierra

OGLE-2005-BLG-390Lb orbita alrededor de una estrella enana roja a una distancia de 2,5 UA, unos 380 millones de kilómetros, algo menos que la distancia entre Júpiter y el Sol. Hasta este descubrimiento, no se había encontrando ningún planeta extrasolar a mayor distancia de 0,15 UA de su estrella. El planeta tiene una orbita de unos 9 años terrestres.
Se ha estimado que la masa del planeta es sobre cinco veces la de la Tierra (con un factor de incertidumbre de dos). Algunos astrónomos han especulado que puede tener un núcleo rocoso como el terrestre, con una atmósfera tenue. La distancia a la estrella, y la relativa temperatura baja de ésta, da como temperatura superficial del planeta alrededor de los 53 K o -220 °C. Si es un mundo rocoso, esta temperatura dejaría a sustancias volátiles, como el amoníaco, metano y nitrógeno, convertidos en sólidos por congelación.
Michael Turner, director auxiliar para el directorio de ciencias físicas y matemáticas de la National Science Foundation, ha dicho que "el equipo ha descubierto el planeta más parecido a la Tierra" . Anterior a este descubrimiento, el más pequeño de los planetas extrasolares (Gliese 876 d) tenía 7,5 veces la masa terrestre.